# Euphorbia fluminis
Euphorbia fluminis är en törelväxtart som beskrevs av Susan Carter. Euphorbia fluminis ingår i släktet törlar, och familjen törelväxter. Inga underarter finns listade i Catalogue of Life.